# Rosyjski głos
Rosyjski głos (ros. Русский голос) – comiesięczny magazyn telewizyjny TVP3 Białystok, istniejący w latach 2003–2011. Program pokazywał życie społeczne, kulturalne, duchowe i intelektualne mniejszości rosyjskiej zamieszkującej woj. podlaskie.

## O programie
Program o i dla mniejszości rosyjskiej nadawany w języku rosyjskim z polskimi napisami, realizowany w porozumieniu z organizacjami mniejszościowymi w woj. podlaskim, który ukazuje się na antenie TVP Białystok od marca 1997 roku.
Początkowo (marzec-sierpień 1997 roku) był on realizowany przez różnych autorów, przy współpracy z Andrzejem Romańczukiem, przedstawicielem społeczności rosyjskiej. Od września 1997 roku Andrzej Romańczuk jest autorem programu.
Od marca 1997 do stycznia 2002 program ukazywał się pod nazwą „Sami o sobie”. Od 2003 roku pojawiła się nowa koncepcja programów mniejszości narodowych na antenie TVP Białystok – program każdej mniejszości powstaje pod oddzielną własną nazwą. Część rosyjska zaczęła ukazywać się pod historyczną nazwą „Rosyjski Głos” (nazwa rosyjskiej gazety ukazującej się w II RP i w PRL w latach 1956–1974).
Jednym z powodów wyświetlania programu jest to, że 11% mniejszości rosyjskiej w Polsce znajduje się w woj. podlaskim.   
Ostatni odcinek programu został wyemitowany 21 sierpnia 2011 roku.   